# Герли (Небраска)
Герли (енгл. Gurley) град је у америчкој савезној држави Небраска.

## Демографија
По попису из 2010. године број становника је 214, што је 14 (-6,1%) становника мање него 2000. године.
| Група             | 2000.       | 2010.       |
| Белци             | 212 (93,0%) | 186 (86,9%) |
| Афроамериканци    | 0 (0,0%)    | 1 (0,5%)    |
| Азијати           | 0 (0,0%)    | 0 (0,0%)    |
| Хиспаноамериканци | 12 (5,3%)   | 22 (10,3%)  |
| Укупно            | 228         | 214         |